# Ángelo Henríquez
Ángelo Henríquez (Santiago, 13. travnja 1994.) čileanski je nogometaš koji trenutačno nastupa za čileanski drugoligaški klub Deportes La Serena.

## Klupska karijera
Nogomet je počeo igrati u Universidad de Chile. Godine 2014. je prešao u Manchester United. Bio je na posudbama u Wiganu i Zaragozi. Dana 6. srpnja 2015. godine je potpisao petogodišnji ugovor s Dinamom nakon isteka posudbe iz Manchester Uniteda. Igra na mjestu napadača. Svoj debi za zagrebački Dinamo imao je 15. kolovoza 2014. godine u susretu protiv Splita. Svoj prvi gol za zagrebački sastav postigao je 31. kolovoza 2014. godine u Splitu na Poljudu u pobjedi 3:2.
Dana 27. prosinca 2017. godine meksički Club Atlas je na svojim stranicama objavio da je Henríquez postao njihov igrač uz odštetu od 1,5 milijuna eura.

## Vanjske poveznice
- Ángelo Henríquez na transfermarkt.com
- Ángelo Henríquez na soccerway.com